# 顾长宁
顾长宁（1950年8月—），男，陕西西安人（一作江苏人），中国电影录音师，中国电影金鸡奖最佳录音。

## 家族
堂弟顾长卫，堂弟媳蒋雯丽。